# Phrurotimpus
Phrurotimpus is een geslacht van spinnen uit de familie Phrurolithidae.

## Soorten
- Phrurotimpus abditus Gertsch, 1941
- Phrurotimpus alarius (Hentz, 1847)
- Phrurotimpus borealis (Emerton, 1911)
- Phrurotimpus certus Gertsch, 1941
- Phrurotimpus chamberlini Schenkel, 1950
- Phrurotimpus dulcineus Gertsch, 1941
- Phrurotimpus illudens Gertsch, 1941
- Phrurotimpus mateonus (Chamberlin & Gertsch, 1930)
- Phrurotimpus minutus (Banks, 1892)
- Phrurotimpus mormon (Chamberlin & Gertsch, 1930)
- Phrurotimpus parallelus (Chamberlin, 1921)
- Phrurotimpus subtropicus Ivie & Barrows, 1935
- Phrurotimpus truncatus Chamberlin & Ivie, 1935
- Phrurotimpus woodburyi (Chamberlin & Gertsch, 1929)